# Vierschau
Vierschau ist ein Gemeindeteil der Gemeinde Regnitzlosau im Landkreis Hof (Oberfranken, Bayern). Die Gemarkung Vierschau liegt teils auf dem Gemeindegebiet der kreisfreien Stadt Hof, teils auf dem Gemeindegebiet von Regnitzlosau. Sie hat eine Fläche von 11,696 km² und ist in 853 Flurstücke aufgeteilt, die eine durchschnittliche Fläche von 13711,74 m² haben. In ihr liegen neben dem namensgebenden Ort die Gemeindeteile Hohenvierschau, Trogenau und Weinzlitz.

## Geografie
Beim Dorf entspringt das Zechbächl, ein rechter Zufluss der Südlichen Regnitz. Es ist allseits von Acker- und Grünland umgeben außer im Norden; hier befindet sich eine bewaldete Anhöhe (578 m ü. NHN). Noch weiter im Norden und im Westen gibt es den Windpark Vierschau. Eine Gemeindeverbindungsstraße führt zur Kreisstraße HO 42 (0,5 km westlich) bzw. die Bundesautobahn 93 überbrückend zur Staatsstraße 2192 bei Regnitzlosau (1,6 km östlich). Eine weitere Gemeindeverbindungsstraße führt die A 93 überbrückend und die Kreisstraße HO 4 kreuzend nach Osseck am Wald (2 km südöstlich). Ein Anliegerweg führt nach Weinzlitz (0,7 km südlich).

## Geschichte
Der Ort wurde im Jahre 1390 erstmals urkundlich erwähnt. 1402 wurde von Plünderungen und Verwüstungen durch die Vögte von Weida berichtet, die daraufhin von den Nürnberger Burggrafen angeklagt wurden. 
Gegen Ende des 18. Jahrhunderts bestand Vierschau aus 25 Anwesen. Die Hochgerichtsbarkeit sowie die Dorf- und Gemeindeherrschaft hatte das bayreuthische Stadtvogteiamt Hof. Grundherren waren das Kastenamt Hof (16 Anwesen), die Herren von Kotzau (2 Anwesen) und die Herren von Feilitzsch (7 Anwesen).
Von 1797 bis 1810 unterstand Vierschau dem Justiz- und Kammeramt Hof. Nachdem im Jahr 1810 das Königreich Bayern das Fürstentum Bayreuth käuflich erworben hatte, wurde der Ort bayerisch. Infolge des Ersten Gemeindeedikts wurde Vierschau dem 1812 gebildeten Steuerdistrikt Gattendorf zugewiesen. Zugleich entstand die Ruralgemeinde Vierschau mit den Orten Trogenau und Weinzlitz. Sie war in Verwaltung und Gerichtsbarkeit dem Landgericht Hof zugeordnet und in der Finanzverwaltung dem Rentamt Hof (1919 in Finanzamt Hof umbenannt). Ab 1862 gehörte Vierschau zum Bezirksamt Hof (1939 in Landkreis Hof umbenannt). Die Gerichtsbarkeit blieb beim Landgericht Hof (1879 in Amtsgericht Hof umgewandelt). 1964 hatte die Gemeinde eine Gebietsfläche von 11,626 km². Im Zuge der Gebietsreform in Bayern wurde die Gemeinde Vierschau am 1. Juli 1972 nach Regnitzlosau eingemeindet.

### Baudenkmäler
- granitener Pechstein am Dorfanger[11]

### Einwohnerentwicklung
Gemeinde Vierschau
| Jahr      | 1819  | 1840   | 1852   | 1855   | 1861   | 1867   | 1871   | 1875   | 1880   | 1885   | 1890   | 1895   | 1900   | 1905   | 1910   | 1919   | 1925   | 1933   | 1939   | 1946   | 1950   | 1952   | 1961  | 1970   |
| Einwohner | 307   | 381    | 393    | 396    | 415    | 427    | 425    | 465    | 457    | 399    | 375    | 349    | 377    | 377    | 374    | 366    | 365    | 345    | 314    | 364    | 358    | 333    | 326   | 311    |
| Häuser    |       |        |        |        |        |        | 59     |        |        | 59     | 59     |        | 61     |        |        |        | 57     |        |        |        | 59     |        | 60    |        |
| Quelle    | [ 7 ] | [ 13 ] | [ 13 ] | [ 13 ] | [ 14 ] | [ 15 ] | [ 16 ] | [ 17 ] | [ 18 ] | [ 19 ] | [ 20 ] | [ 13 ] | [ 21 ] | [ 13 ] | [ 22 ] | [ 13 ] | [ 23 ] | [ 13 ] | [ 13 ] | [ 13 ] | [ 24 ] | [ 13 ] | [ 8 ] | [ 25 ] |

Ort Vierschau
| Jahr      | 1799  | 1819  | 1861   | 1871   | 1885   | 1900   | 1925   | 1950   | 1961  | 1970   | 1987  |
| Einwohner | 143   | *154  | 192    | 193    | 172    | 156    | 147    | 161    | 139   | 143    | 115   |
| Häuser    | 25    |       |        |        | 26     | 26     | 26     | 26     | 28    |        | 31    |
| Quelle    | [ 6 ] | [ 7 ] | [ 14 ] | [ 16 ] | [ 19 ] | [ 21 ] | [ 23 ] | [ 24 ] | [ 8 ] | [ 25 ] | [ 1 ] |

## Religion
Vierschau ist seit der Reformation evangelisch-lutherisch geprägt und bis heute nach St. Aegidien (Regnitzlosau) gepfarrt.